# Effet Troxler

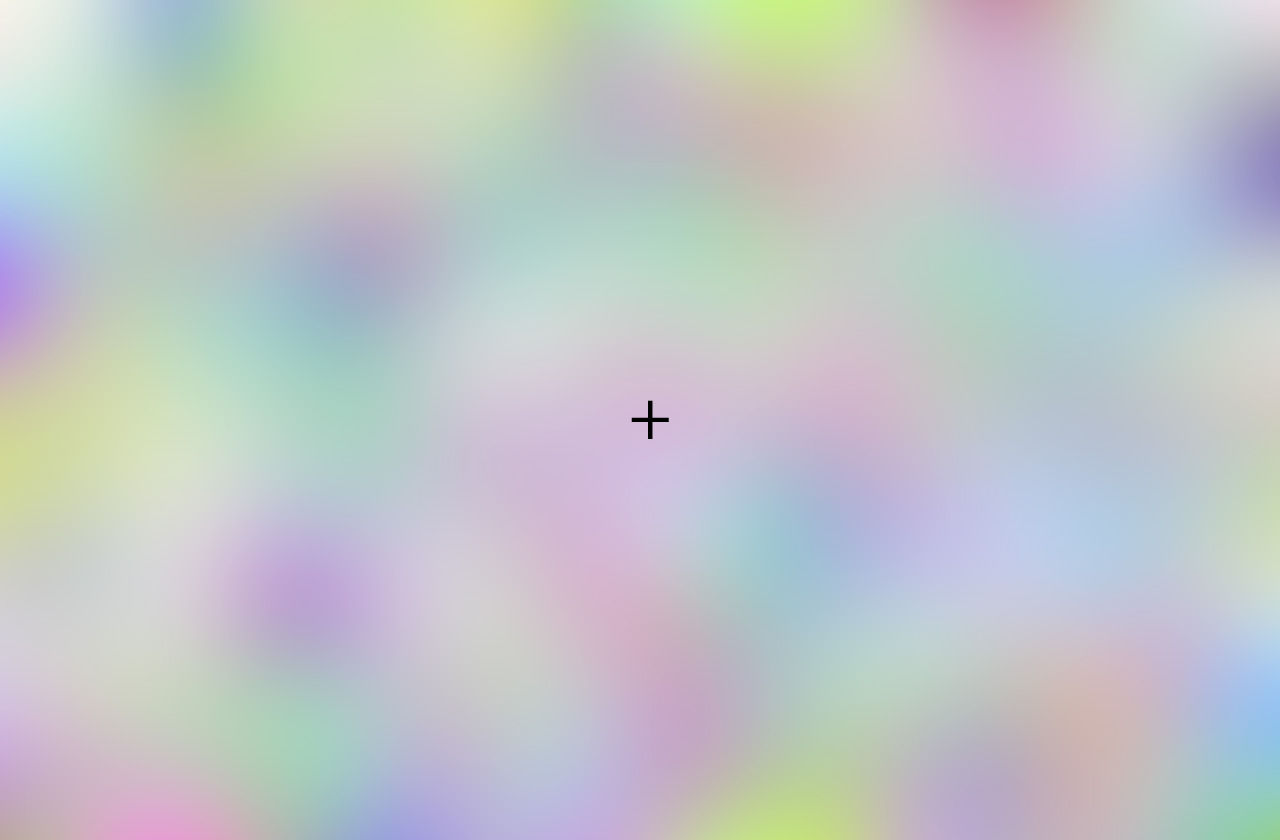
L'effet Troxler, démontré à l'aide d'un bruit de couleur gaussien : en fixant le centre de l'image à pleine résolution à courte distance, les différences de couleur semblent disparaître au bout de quelques secondes.

Pour les articles homonymes, voir Troxler.
L'effet Troxler est une illusion d'optique affectant la perception visuelle. Lorsqu'on fixe son attention sur un point particulier de notre champ de vision, certains traits de l'environnement visuel en périphérie du point de fixation semblent disparaître après une assez courte période de temps. 
Le phénomène a été identifié la première fois par le médecin et naturaliste suisse Ignaz Paul Vital Troxler en 1804, qui exerçait alors à Vienne. Aujourd'hui, on le considère comme un effet normal de l'adaptation visuelle dans un environnement anormalement stable.